# سیارک ۱۰۳۰۳
سیارک ۱۰۳۰۳ (به انگلیسی: 10303 Freret، نامگذاری:1989RD2) ده هزار و سیصد و سومین سیارک کشف شده‌است که در ۲ سپتامبر ۱۹۸۹ کشف شد.
قدر مطلق سیارک برابر ۱۴٫۳۰ است.